# Sven Hellström (historiker)
Sven Hellström, född 11 november 1931, död 23 juli 2022, var en svensk historiker och forskare, verksam vid Linköpings universitet.